# إتش ويليام بورغس
إتش ويليام بورغس (بالإنجليزية: H. William Burgess)‏ هو محامي أمريكي، ولد في 13 مارس 1929، وتوفي في 16 مارس 2016.